# كلارا جوهانسون
كلارا جوهانسون (بالسويدية: Klara Johanson)‏ هي مترجمة وصحفية سويدية، ولدت في 6 أكتوبر 1875 في هالمستاد في السويد، وتوفيت في 8 أكتوبر 1948 في سانكت ماتيوس ‏ في السويد.